# 道口蛭田
道口蛭田（どうぐちひるだ）は、埼玉県春日部市の町丁。現行行政地名は道口蛭田のみ。丁番の設定のない単独町名である。住居表示未実施地区。郵便番号は344-0045。

## 地理
埼玉県の東部地域で、春日部市西部の沖積平野に位置する。古隅田川（旧山城堀）の河川区域周辺は自然堤防があり、その周囲は後背湿地
が広がる。
東側から南側にかけて上蛭田、西側で花積、北側でさいたま市岩槻区徳力と隣接する。地内に矩形の形の下蛭田の飛地が一つある。地区の西方に大小の飛地が二つあり、さいたま市岩槻区表慈恩寺、およびその飛地（2箇所）とも隣接する。飛地周辺は大宮台地の慈恩寺支台（花積台地）に位置しており、特に小さい方の飛地周辺は、さいたま市や花積との境界線が複雑に錯綜している。地区内は市街化区域で、主に第一種中高層住居専用地域や第二種中高層住居専用地域に指定された戸建ての住宅地となっている。また、野田線沿線の線路敷から50メートルの範囲内は第一種住居地域に指定された住宅地である。その一方の古隅田川の左岸側、および飛地は市街化調整区域に指定され、山林が多めで畑作中心の農業地域である。
縄文・平安遺跡の「花積貝塚」の所在地は隣の花積だが、道口蛭田もその範囲に含まれている。また、地内に「花積北貝塚」や「慈恩寺原南遺跡」もある。

## 歴史
もとは江戸期より存在した武蔵国埼玉郡岩槻領に属した道順川戸村であった。古くは箕輪郷太田荘の内にあったと云う。1628年（寛永5年）頃以降上蛭田村が開拓した田が分村したと云う。また1711年（正徳元年）に慈恩寺村からも分村したと云う。
村高は『元禄郷帳』によると上蛭田枝郷として87石余、天保10年の『村明細帳』によると87石余（田56石余、畑30石余、新田3斗余）、『旧高旧領取調帳』によると85石余であった。助郷は日光街道粕壁宿に出役していた。化政期の戸数は10軒で、村の規模は東西2町余、南北1町余であった。慈恩寺村のうちには飛地があった。
- はじめは岩槻藩領、1756年（宝暦6年）より幕府領となる[10]。
- 幕末の時点では埼玉郡に属し、明治初年の『旧高旧領取調帳』の記載によると、代官・大竹左馬太郎支配所が管轄する幕府領であった[11]。
- 1868年（慶応4年）6月19日  - 代官支配地が武蔵知県事・山田政則（忍藩士）の管轄となる。
- 1869年（明治2年）
  - 1月13日 - 武蔵知県事・宮原忠英の管轄区域に大宮県を設置、同県の管轄となる。県庁は東京府馬喰町に置かれる。
  - 9月29日 - 県庁が浦和に置かれ浦和県に改称。
- 1871年（明治4年）11月13日 - 第1次府県統合により埼玉県の管轄となる。
- 1879年（明治12年）3月17日 - 郡区町村編制法により成立した南埼玉郡に属す。郡役所は岩槻町に設置。
- 1889年（明治22年）4月1日 - 町村制施行により、道口蛭田村は上蛭田村、下蛭田村、花積村、道順川戸村、南中曽根村、新方袋村、増富村、増戸村、上大増新田、下大増新田、谷原新田と合併し南埼玉郡豊春村が成立、道口蛭田村は豊春村の大字道口蛭田となる。
- 1929年（昭和4年）11月17日 - 地内に北総鉄道野田線（現、東武野田線）が延伸開業する。ただし地内に鉄道駅はなし。
- 1947年（昭和22年）9月 - カスリーン台風の襲来により大きな被害を受ける[10]。
- 1954年（昭和29年）7月1日 - 豊春村が南埼玉郡春日部町、武里村、北葛飾郡幸松村、北葛飾郡豊野村と合併し、市制を施行して春日部市が成立、春日部市の大字となる。
- 1971年（昭和46年）
  - 3月31日 - 土地区画整理事業が実施され、大字道口蛭田の一部が分離、岩槻市諏訪の一部となる[12]。
  - 月日不明 - 土地区画整理事業が実施され、大字道口蛭田の一部が分離、岩槻市東岩槻の一部となる[10][13]。
- 2005年（平成17年）10月1日 - 春日部市が北葛飾郡庄和町と合併し、新たな春日部市が発足、同時に住所標記の簡略化のため市内の大字が廃止され[14]、大字道口蛭田は丁番の設定のない道口蛭田となる[15]。
- 2014年（平成26年）4月1日 - 地内の東武野田線に「東武アーバンパークライン」の路線愛称を設定する。

### 存在していた小字
- 丸山[16]

## 世帯数と人口
2024年（令和6年）1月1日現在の世帯数と人口は以下の通りである。
| 丁目     | 世帯数  | 人口    |
| -------- | ------- | ------- |
| 道口蛭田 | 802世帯 | 1,421人 |

## 小・中学校の学区
市立小・中学校に通う場合、学区は以下の通りとなる。
| 番地                                                                                         | 小学校               | 中学校               |
| -------------------------------------------------------------------------------------------- | -------------------- | -------------------- |
| 2番地 - 115番地、124番地2 - 133番地、136番地 - 211番地、215番地、290番地 - 291番地、1774番地 | 春日部市立宮川小学校 | 春日部市立豊春中学校 |
| 117番地 - 124番地1、135番地1、216番地 - 223番地、1667番地                                    | 春日部市立豊春小学校 | 春日部市立豊春中学校 |

## 交通
地区の南部を東武鉄道野田線（東武アーバンパークライン）が通るが、鉄道駅は設置されていない。最寄り駅は同線豊春駅となる。

### 道路
地内に国道、および主要地方道・一般県道は通っていない。
- 市道1-18号線 - 豊春駅のすぐ南側の通りで、春バスも通る。

### バス
地内に路線バスの路線は設定されていない。
春日部市コミュニティバス「春バス」
地区内を巡回する路線は設定されていない。
以前は「春日部駅西口〜増戸・豊春駅ルート」が設定され、「花積橋南」「ルネ春日部」停留所が設置されていたが、2024年1月3日限りで「武里駅〜豊春駅ルート」に名称変更の上で豊春駅にまっすぐ向かうようにルートが変更されたことにより、道口蛭田を経由しなくなった（詳細は当該項目を参照）。

## 施設
- ルネ春日部 - 団地
- 春日部丘の上記念教会（飛地）
- ルネ春日部内第2遊水池広場
- 豊春第4公園
- 豊春第10公園(一部)